# 小區呼吸
小區呼吸（Cell breathing）是指如果一个移动电话同时被多个基站覆盖，基站会根据自身的负载，调整基站的作用范围的一種技術。当小区超负荷时，会缩小它的服务范围，以减少用户量。用户的流量会通过那些空闲的邻近基站转发。
小區呼吸普遍地被2G、3G无线系统采用，包括采用码分多址（CDMA），CDMA2000和宽带码分多址（WCDMA）被设计成可以使用小區呼吸。